# Rogger Incio
José Rogger Incio Sánchez (Reque, 2 de noviembre de 1954) es un ingeniero químico y político peruano. Fue ministro de la Producción durante el gobierno de Pedro Castillo, entre octubre y noviembre del 2021.

## Biografía
Nació en la ciudad de Reque, ubicado en el departamento de Lambayeque, el 2 de noviembre de 1954.
Es ingeniero químico de profesión, graduado por la Universidad Nacional de Ingeniería. Tiene especialidad en Gestión Logística por la Universidad ESAN, Administración y Gestión Pública por el Centro de Altos Estudios Nacionales (CAEN) y dirección de proyectos por la Universidad del Pacífico. Cuenta con un master en Project Management del Instituto Europeo de Posgrado (IEP). 
Se desempeñó como director de proyecto de ProInversión, institución donde trabajó durante nueve años.

## Trayectoria política
Fue militante del partido Acción Popular desde marzo del 2005 hasta junio del 2022.

### Ministro de la Producción
El 6 de octubre del 2021, fue nombrado como ministro de la Producción por el presidente Pedro Castillo en su gabinete ministerial presidido por Mirtha Vásquez, reemplazando en el cargo a Yván Quispe. Sin embargo, su nombramiento como ministro fue cuestionado debido a su militancia en el partido Acción Popular, partido opositor al gobierno de Castillo.
Durante su gestión como ministro impulsó una nueva ley de cooperativas, así como su participación de la segunda feria Perú Imparable en Jaén.
Se mantuvo este cargo hasta el 17 de noviembre del mismo año, siendo remplazado por Jorge Luis Prado Palomino.